# Colección Arqueológica de Tespias
La Colección Arqueológica de Tespias es una colección o museo de Grecia ubicada en la localidad de Tespias, en Grecia Central. Se encuentra en un edificio que inicialmente tenía función de escuela.
La colección contiene hallazgos procedentes de excavaciones del área de Tespias, tales como piezas de cerámica, esculturas, elementos arquitectónicos, inscripciones y estelas funerarias.
En una de las salas se exponen aspectos relacionados con los mitos, las prácticas de culto, los eventos militares, los usos funerarios y la escultura local. Otra sala está destinada a actividades educativas.